# آگوست انگلاس
آگوست انگلاس (استونیایی: August Englas; ۱۵ ژانویهٔ ۱۹۲۵ – ۲۱ مارس ۲۰۱۷) کشتی‌گیر استونیایی‌تبار اهل شوروی بود.
وی همچنین برندهٔ جوایزی همچون قهرمان ورزشی اتحاد شوروی، نشان ستاره سفید، درجه چهارم، و نشان پرچم سرخ کار شده‌است.